# Cerkiew św. Serafina z Sarowa w Manzhouli
Cerkiew św. Serafina z Sarowa – prawosławna cerkiew w Manzhouli, wzniesiona w 1903 przez rosyjską misję prawosławną w Chinach. 
Drewniany, malowany na żółto budynek cerkwi zachował się do naszych czasów, lecz nie jest już wykorzystywany w celach liturgicznych. 